# 宰德·本·阿里
宰德·本·阿里（阿拉伯语：‎，拉丁转写：Zayd ibn ‘Alī；695年—740年）是伊斯兰教什叶派第四任伊玛目阿里·本·侯赛因·宰因·阿比丁之子，也是宰德派认定的第五任伊玛目。他早年曾师从穆尔太齐赖派的瓦绥勒·本·阿塔学习，受到该派“意志自由论”和“《古兰经》被造说”的影响，宣称阿里和法蒂玛的任何一名后裔都有权成为伊玛目，主张平均分配政府收入，反对不义的统治者，被拥戴为库法的伊玛目。和一般的什叶派不同，宰德认为，尽管阿里比艾卜·伯克尔和欧麦尔更有资格继承哈里发的位置，但既然大多数圣门弟子都同意向他们（指伯克尔和欧麦尔）效忠，就应该承认他们的地位，因为“圣门弟子最了解他们的情况”。
740年，宰德在领导反对倭马亚王朝哈里发希沙姆·伊本·阿卜杜勒·馬利克的武装起事中身亡，并被钉在十字架上，其后裔和追随者则组成了宰德派。

## 外部連結
- 维基语录上有关宰德·本·阿里的语录